# AIKA Online
Aika Online — безкоштовна MMORPG, випущена двома видавцями, HanbitSoft і Gala Inc (в Росії — GameNet).
Ігровий процес заснований на боротьбі між п'ятьма націями.
Aika має PvP  війни і більше тисячі квестів поряд зі стандартними функціями MMORPG, як зачаровування і крафт. Гра оптимізована для великомасштабних війн, де тисячі гравців можуть воювати в один час в масивному бою. 

## Історія
Велика богиня Айка створила світ Аркан (Arcan), який став утопією для його жителів. Її перше творіння було Сцініки (Scinic), добра і ніжна раса, яка турбувалася про землю.  Але така ідилія в Аркані тривала недовго. Незабаром Сцініки втомилися від своєї місії і, зовсім розчарувавшись у своєму житті, звинувативши Айку у відсутності справжньої мети, заради якої вони могли б існувати. Засмучена Айка визнала свою поразку. І зробила другу спробу до створення свого ідеального світу. Вона сотворила расу людей. Спочатку в кожному представника цієї раси був закладений баланс добра і зла.  Йшов час, однак, людські амбіції призвели до руйнування землі, сильно розлютивши богиню. У відповідь, вона створила расу демонів під назвою Зерека (Zereca), якій надала сили, що покарати людей.  У кожному Зерека живе частинка божественної сили Айки. Після їх появи на Аркані запанував хаос. Вони використовували силу Айки лише для того щоб винищити всіх людей. Коли Зерги майже стали причиною вимирання людської раси, глибоко шкодуючи про це, щоб врятувати їх Айка закликала в світ пророка Джованні, який зібрав залишки людства і повів їх на землі Лакії. Там, повністю знесилена, Айка занурилася в глибокий сон. Зерека, які були пов'язані з Айкой, також впали в анабіоз. Там вона з останніх сил підняла землю Лакіі в небо, а потім впала у глибокий сон, що значно послабило Зерека. Проте, триста років по тому, богиня починає прокидатися, щоб відновити свої сили, а з нею і Зерека. Щоб уникнути цього, богиня створює Прань (Pran) — істот, які є втіленням стихії. Їх завдання — допомогти людям здолати Зерека. Подальшу історію світу роблять самі гравці.

## Нації
Aika ділиться на 5 націй для PvP цілей (Леоніс, Кербер, Терма, Акрон, Фортус). Кожна з цих націй має свій прапор, але карта і набір квестів однакові для всіх. Гравці спочатку не мають нації і в кінцевому підсумку мають стати громадянином нації, виконавши квест на 10 рівні. Гравці можуть пройти між націями шляхом використання тріщини в Rhawn Crossroads. Гравці також можуть вільно атакувати і вбивати інших гравців з інших націй.
Члени нації можуть об'єднуватися в легіони. У свою чергу легіони можуть об'єднаються в альянси. Кожна нація має свого командира з числа гравців — Маршала. У кожного Маршала є три заступника — Аркона. Маршалом стає лідер альянсу, який переміг в останній облозі Замку.
- Фортус — природжені вояки, які були свідками за свою історію достатньої кількості крові та бруду. Цих товаришів важко чимось залякати. Знають толк в битвах, військовій хитрості і не терплять слабостей.
- Кербер — нація доброзичливих торговців. Ці природжені дипломати завжди намагаються знайти найбільш м'який шлях вирішення проблем. А якщо не вдається вирішити мирним шляхом, можна залагодити за допомогою дзвінкої монети.
- Терма — оплот демократії у світі Айки. Цей народ йде до перемоги через єдність і рівноправність.
- Акрон — громадяни цієї нації так і не змогли домогтися єдності на своїй території, що підкреслює вроджене почуття незалежності і бунтівний дух народу.
- Леоніс — хитрі й спритні, громадяни цієї нації завжди знайдуть шлях до перемоги через виверти, арсенал яких досить різноманітний.

## Класи

Класи в Aika Online

В грі є три типи класів, кожний з яких ділиться ще на два класи. Всього існує 6 класів (3 чоловічі і 3 жіночі), які мають власні здібності:

### Чоловічий
- Воїни — це найбільш збалансований клас в Айка. Вони використовують великі дворучні мечі і важкі обладунки, мають неймовірну силу. Цей клас наступального типу. В даний час є найпопулярнішим класом для звання Маршала.
- Стрільці — клас дальнього бою. Використовують рушницю та патрони, щоб стріляти у ворогів. Вона мають слабкий захист, тому також мають здобність бути невидимим деякий час. Стрільці також мають найбільшу критичну атаку. Основний клас розвідки.
- Маги — майстри наступальної магії. Протягом усього свого життя чаклун набуває три типи здібностей: Вогонь, Електрика і Темрява. На високих рівнях, маги мають дві оболонки, які знижують одержувану шкоду від ворогів. Клас для тих, хто любить великі пошкодження на гравців і монстрів. Його недолік — низький фізичний захист і їх напад виключно на використанні заклинань, а не на поводження зі зброєю, яке може бути проблемою, тому що на читання заклинань потрібен час.

### Жіночий
- Паладіни  — захисники Великої богині Айка. Цей клас має здібності до поглинання та відбиття ушкоджень, які дають їй переваги в ближньому бою. Паладіни мають меч і щит. Цей клас оборонного типу. Мають великий захист і силу, але вразливі до магії.
- Пістольєри — королева бою один на один, тому що має багато здібностей, які паралізують ворога. Клас спеціалізується на вбивствах. Використовують два пістолети. Як і стрільці, також мають здібність до невидимості. Мають низький захист, але велике ухилення від ворожих атак.
- Жриці — являють співчуття богині Айка до людини. Цей клас спеціалізується на мистецтві лікування, збільшення атрибутів ваших союзників, здатності поглинати велику кількість пошкоджень і навіть воскрешати своїх товаришів поранених в бою. Мають здібності забирати бонуси ворогів. Жриці також великі борці проти нежиті і демонів. Вони не бояться потрапити в битву, тому що борються за інтереси богині Айка.

## Особливості гри
- Масштабні бої 1000vs1000.
- Система Прань.
- Система клану.
- Командно-пошукова система.
- Національна система реліквій.
- Система команд (до чотирьох команд; всього 24 чоловіки, у команді 6 чоловік).
- 6 видів кар'єри.
- Система крафту.
- Обладнання для зміцнення системи.
- Торговельна система.
- Спільнота система.
- Система квестів.
- Копія системи.
- Система PvP бою.
- Система зачарувань.

## Прані
Прані — це невеликі міфічні істоти, які супроводжують ельтерів протягом всієї їх подорожі в Aika Online. Вони вірні супутники в тому числі розмов між персонажами, крім того кожна Праня відповідає своєму елементу (Вода, Вогонь, Вітер). Також вони можуть розвиватися в такі форми: Дитя, з 20 рівня Дівчинка (підлітковий), з 50 рівня Дівчина (доросла). Прані мають п'ять типів характерів, які впливають на їх діалоги з персонажем та допомогу в бою: милашка, розумниця, красуня, злюка, задирака. Впродовж гри вона не одноразово змінює свій характер, це пов'язано з тим як з нею розмовляти.

## PvP в Aika Online
Кожну суботу в грі проходить івент «Облога замку». Для того щоб взяти участь в івенті лідер альянсу або легіону, що претендує на замок, повинен подати заявку Роберто Дельфіно з понеділка 00:00 до четверга 23:59. З усіх поданих заявок вибирається 4 альянси/легіони, які братимуть участь. Перевага віддається легіонам з найвищим рівнем або, якщо рівні легіонів однакові, легіону з більшою кількістю членів.
Нагороди за івент «Облога замку»:
- голова легіону, який виграв облогу стає Маршалом;
- члени легіону маршала і Арконт отримують різні бонуси до здоров'я та мани, атаки і захисту проти ворогів з інших нація;
- члени легіону, чий лідер стає Маршалом отримують можливість безкарно вбивати членів своєї нації в режимі PK без штрафу.

### Війни за реліквії
Реліквії — камінь, який дає нації найпотужніші благословення. Одна нація може володіти декількома реліквіями. В цьому випадку ефект від них приплюсовується. Девір — місце, в якому зберігаються реліквії, отримані нацією. У кожної нації їх 4 — Амарканд, Зігмунд, Кахілл, Мірза. Для того, щоб добути реліквію зі сховища чужої нації, потрібно вбити охорону девіра і зруйнувати спеціальні охоронні камені. Тільки тоді можна отримати одну реліквію з девіра (для реліквій, які знаходяться в девірі Мірзи потрібно буде зруйнувати камені в Амарканді, Зігмунді та Кахілі). Реліквії можна випадковим чином добути в підземеллях. В цьому випадку реліквія потрапляє до персонажа в інвентар. При натисканні на нього правою кнопкою миші персонаж отримує спеціальне завдання. Після виконання завдання реліквія потрапляє в один із не зайнятих девірів нації. Реліквія поза девіром зберігається певний час, а потім повертається в той девір, з якого вона була знята. Реліквії мають 3 рівня. Для покращення їх на інший рівень потрібні гроші та матеріали з казни нації
Для того, щоб почати збір речей для поліпшення, його повинен активувати маршал нації. Є ймовірність, що після збору всіх інгредієнтів поліпшення пройде невдало і реліквія втратить рівень або зруйнуватися. У разі, якщо поліпшення вдається, реліквія отримує захист від захоплення на певну кількість днів (залежить від рівня реліквії).

### Війна за Вівтар
Це найбільша війна між націями. Кожна нація має таємничий кам'яний вівтар, що знаходиться в регіоні Фербанда. За пограбування вівтаря іншої нації отримують гроші та деякий відсоток досвіду гравцю. Нація, яка не захистила всій вівтар від грабежу отримує дебаф на час: атака мобів ворожої нації збільшується приблизно на 50%. За захист вівтаря є івент у якому нація отримуе 2Х досвід з мобів на цілий день та інші призи. Івент проходить кожен день, його максимальна тривалість дві години.

### Арена
На Арені можна створювати бої на різне число гравців і проводити турніри «група на групу». Існує кілька режимів Битви:
- Практика
- Знищення
- Битва загонів

Потрапити туди можна через спеціального НПС в Регенсхайні (він перебуває у військовому кварталі міста). Також кожну добу він дає спеціальне завдання, після його виконання можна отримати 5 медалей відваги.

### Дуель
Ви можете створювати дуель з гравцем вашої нації, альянсу або з гравцем без нації (Дуель з гравцем іншої нації неможлива).

### Арена ельтерів
В грі є дві Арени ельтерів — арена для гравців 71-85 рівнів та арена для гравців 86-90 рівнів. Бої на ній будуть серед усіх націй і в одній битві будуть сходитися гравці до 100 на 100.

### Битва веж
Битва веж проходить на таємничому острові Леопольд, який доступний для гравців з 51 рівня. Три сторожові вежі, що знаходяться на острові, покликані охороняти його землі від згубної дії міфічного Ока Скаді, що розсилає прокляття на всіх мешканців острова. П'ять націй ведуть кровопролитну війну за контроль над вежами, щоб дати можливість своїм громадянам спокійно розвиватися на Леопольді. Битва відбувається кожні 18 годин. Під час битви в Вежах випадковим чином генеруються спеціальні релікти (Святі скарби). Гравець, який отримав релікт, повинен віднести його до центру Леопольда (Ока Скадії) і помістити в спеціальний ящик — вівтар, тоді нація отримає бали. Кількість балів залежить від виду збереженого Святого скарбу. Битва закінчується якщо одна з Націй набирає 100 балів або коли закінчується ліміт часу (1 година). За підсумками битви (в залежності від набраних очок) кожна нація отримує нагороду — зниження податку на продаж та покупку на локації, зняття дебафів, додатковий баф на стійкість. Нація, яка виграла битву отримує доступ на закриту локацію Прихований Сріблястий Ліс. Там же можна зібрати інгредієнти для нового транспортного засобу.

### Бойова Академія
Це новий вид арени «Бойова Академія». Ця арена працює за принципом Арени ельтерів, але має кілька значних відмінностей. Головна відмінність — всі персонажі, незалежно від рівня або одягненого спорядження, отримують приблизно однакові параметри і однакове, унікальне спорядження на час участі в Академії. Тому в Бойовий Академії матиме значення здатність гравця брати участь в PvP, а не сила спорядження.

## PvE в Aika Online

### Світові боси
Поява сили Дісферона на території небесних островів призвела до народження нових могутніх створінь в різних областях. В кожній області Лакіі, Леопольда, Карени і Діскероа були виявлені мутовані монстри, що володіють руйнівною силою, які об'єднували більш слабких створінь в боротьбі проти ельтерів.

### Школа ельтеров
Школа ельтеров — це організована Конгресом арена, на якій молоді ельтери пізнають основи битв і поступово занурюються в войовничий світ богині Айки. Школа ельтерів поділяється на арени для гравців 21-30, 31-40 41-50, 51-60, 61-70, 71-80 рівнів, бої на яких будуть проти полчищ монстрів і потрібні для того, щоб гравці змогли швидше і продуктивніше розвиватися для подальшої участі в високорівневих битвах.

### Підземелля

Облога замку Версус

В Aika Online підземелля має 3 рівня складності: звичайний, складний, елітний, пекельний. Також є підземелля для проходження одному та групою чи загоном (рейдові підземелля). Підземелля призначенні для розвитку персонажа та проходження квестів. В грі є такі підземелля:
- Храм Урсули;
- Нижня палуба Євгенії;
- Верхня палуба Євгенії;
- 1-й рудник Л'Анфер;
- 2-й рудник Л'Анфер (рейдове підземелля, для входу необхідний загін з двох груп, не обов'язково повних);
- Повітряний сад Мірза;
- В'язниця Десфероу;
- Печера Ліканів;
- Аріель;
- Фелтас (для входу необхідна повна група з 6 чоловік і володіння предметом «Священна кістка»);
- Серпантин (відкривається після успішної облоги замку Версус);
- Аквадос (таємниче підземелля на острові Гестія);
- Тірантор (таємниче підземелля на острові Гестія);
- Лігво жаху (таємниче підземелля на острові Гестія);
- Ворота Безодні.

Також в Aika Online є Підземелля Випробувань, в якому потрібно вбити максимальну кількість монстрів, які будуть з'являтися. Підземелля складається з 4 стадій. З кожною стадією кількість і сила монстрів збільшується.

### Облога замку Версус
Всім п'яти націям доведеться об'єднати свої зусилля, щоб захистити фационну гармату та провести її до стін замку, де їм прийдеться битися з вісьмома босами, які захищають замок.

### Рибалка
В Aika Online можна рибалити, але потрібно вивчити спеціальну навичку в Реґенсгайні — головному місті ігрового світу — і отримати за це вельми цінні предмети. Рибні страви підвищують на певний час характеристики персонажа. Також за завданнями можна отримати рибальські сертифікати. Вони потрібні для покупки вудок.